# Jaime Ayoví
Jaime Javier „Yoya” Ayoví Corozo (ur. 21 lutego 1988 w Eloy Alfaro) – ekwadorski piłkarz występujący na pozycji napastnika, reprezentant Ekwadoru, od 2023 roku zawodnik Emelecu.
Jest kuzynem innego ekwadorskiego piłkarza, Waltera Ayovíego.

## Kariera klubowa
Ayoví rozpoczynał swoją karierę w małym klubie Social y Deportivo Paladín. Drugą połowę roku 2005 spędził na wypożyczeniu w drugoligowym Espoli, natomiast w styczniu 2006 za rekomendacją Waltera Ayovíego został zawodnikiem jednego z najbardziej utytułowanych zespołów w kraju, Emelecu.
Podczas pierwszego sezonu w nowym klubie, 2006, Ayoví wywalczył z Emelekiem wicemistrzostwo Ekwadoru, jednak wkład 18–letniego napastnika w ten sukces był niewielki – nie zdobył ani jednej bramki w 13 spotkaniach. Pierwszego ligowego gola w barwach zespołu z Guayaquil Ayoví strzelił 25 lutego 2007 w wygranym 4:3 meczu z LDU Quito. Sezon 2009 spędził na wypożyczeniu w drużynie Manta FC, strzelając 7 goli w 33 spotkaniach ekwadorskiej Serie A. W roku 2010, już po powrocie do Emelecu, Ayoví zdobył kolejne wicemistrzostwo kraju, natomiast zdobycie 23 goli w 40 spotkaniach dało mu tytuł króla strzelców ligi ekwadorskiej. Podczas gry w Electricos zawodnik brał udział w trzech turniejach międzynarodowych – Copa Libertadores 2007 i 2010 oraz Copa Sudamericana 2010.
W styczniu 2011 21–letni gracz podpisał trzyletni kontrakt z meksykańską Tolucą, w barwach której zadebiutował 16 stycznia w ligowej konfrontacji z Pachucą (0:0), a pierwszą bramkę strzelił już kolejkę później w spotkaniu z Jaguares (2:0). Ostatecznie rozgrywki sezonu Clausura 2011 zakończył z pięcioma strzelonymi golami w dwunastu meczach.
Latem 2011 Ayoví został sprzedany do innego meksykańskiego klubu, CF Pachuca.
| Klub    | Sezon     | Kraj    | Rozgrywki        | Liga  | Liga |
| Klub    | Sezon     | Kraj    | Rozgrywki        | Mecze | Gole |
| ------- | --------- | ------- | ---------------- | ----- | ---- |
| Emelec  | 2006      | Ekwador | Serie A          | 13    | 0    |
| Emelec  | 2007      | Ekwador | Serie A          | 15    | 2    |
| Emelec  | 2008      | Ekwador | Serie A          | 6     | 1    |
| Manta   | 2009      | Ekwador | Serie A          | 33    | 7    |
| Emelec  | 2010      | Ekwador | Serie A          | 40    | 23   |
| Toluca  | 2010–2011 | Meksyk  | Primera División | 12    | 5    |
| Pachuca | 2011–2012 | Meksyk  | Primera División | 33    | 8    |
| Łącznie | Łącznie   | Łącznie | Łącznie          | 152   | 46   |

## Kariera reprezentacyjna
W 2007 roku Ayoví, grając reprezentacji Ekwadoru do lat 20, brał udział w młodzieżowych mistrzostwach Ameryki Południowej. Zespół La Tri ostatecznie nie wyszedł z grupy, a młody piłkarz Emelecu wpisał się na listę strzelców w wygranym 3:1 spotkaniu z Wenezuelą. W seniorskiej kadrze narodowej Ayoví pierwszy mecz rozegrał 5 września 2010 z Meksykiem, strzelając gola na wagę zwycięstwa 2:1.